# Hadeïcum
|                                          | Eon           | Era                | Tijd geleden Ma |
| ---------------------------------------- | ------------- | ------------------ | --------------- |
|                                          | Fanerozoïcum  | Cenozoïcum         | 0               |
| 66                                       | Fanerozoïcum  | Cenozoïcum         |                 |
| Mesozoïcum                               | Fanerozoïcum  |                    |                 |
| 252                                      | Fanerozoïcum  |                    |                 |
| Paleozoïcum                              | Fanerozoïcum  |                    |                 |
| 541                                      | Fanerozoïcum  |                    |                 |
| Precambrium                              | Proterozoïcum | Neoproterozoïcum   |                 |
| Precambrium                              | Proterozoïcum | Neoproterozoïcum   | 1000            |
| Precambrium                              | Proterozoïcum | Mesoproterozoïcum  |                 |
| Precambrium                              | Proterozoïcum | 1600               |                 |
| Precambrium                              | Proterozoïcum | Paleoproterozoïcum |                 |
| Precambrium                              | Proterozoïcum | 2500               |                 |
| Precambrium                              | Archeïcum     | Neoarcheïcum       |                 |
| Precambrium                              | Archeïcum     | Neoarcheïcum       | 2800            |
| Precambrium                              | Archeïcum     | Mesoarcheïcum      |                 |
| Precambrium                              | Archeïcum     | 3200               |                 |
| Precambrium                              | Archeïcum     | Paleoarcheïcum     |                 |
| Precambrium                              | Archeïcum     | 3600               |                 |
| Precambrium                              | Archeïcum     | Eoarcheïcum        |                 |
| Precambrium                              | Archeïcum     | 4000               |                 |
| Precambrium                              | Hadeïcum      |                    |                 |
| Precambrium                              | 4567          |                    |                 |
| De geologische tijdschaal volgens de ICS |               |                    |                 |

Het Hadeïcum is het vroegste tijdperk in de geologische tijdschaal. Het is de tijd tussen de ouderdom van de oudste vaste materialen in het Zonnestelsel (4,567 miljard jaar) en die van het oudst bekende gesteente ter wereld (4,03 miljard jaar). Het Hadeïcum is een van de drie eonen van het Precambrium. Het wordt opgevolgd door het Archeïcum. Uit het Hadeïcum is geen op Aarde ontstaan gesteente bekend, hoewel wel enkele microscopisch kleine kristallen bekend zijn met deze ouderdom (ongeveer 4,374 miljard jaar). Het Hadeïcum begint met de vorming van de Zon en de planeten uit een roterende wolk gas en stof, de zonnenevel. De Aarde ontstond door accretie van om de Zon bewegend materiaal. Tijdens dit proces ontstond de Maan bij een Grote Inslag, waarna de planeet afkoelde en begon te stollen. Daarbij vormde uit een magma-oceaan een vaste aardkorst, die door het intense bombardement van meteorieten later weer vernietigd werd. Door differentiatie scheidde de aardkern van de mantel. De atmosfeer vormde grotendeels door het ontgassen van de mantel. Er is bewijs gevonden dat op Aarde ook al zeer vroeg vloeibaar water aanwezig was, dat grotendeels uit verder naar buiten gelegen delen van het Zonnestelsel kwam.

## Sporen uit de begintijd
De naam Hadeïcum werd bedacht door de geoloog Preston Cloud in 1972. Cloud verdeelde het Precambrium in vier eonen, en noemde de eerste eon naar Hades, de Griekse god van de onderwereld. Het Hadeïcum werd pas in 2012 formeel door de ICS als eenheid in de geologische tijdschaal opgenomen. Omdat het als enige tijdperk in de tijdschaal geen tastbaar stratigrafisch bewijs in de vorm van gesteente heeft achtergelaten, had het daarvoor slechts informele status. 
Oorspronkelijk lag de grens met het Archeïcum op 3,8 miljard jaar, de hoogste in 1972 bekende ouderdom van gesteente. Nadien werd ontdekt dat de Acasta Gneiss in het noordwesten van Canada ouder is. De grens tussen Hadeicum en Archeïcum werd daarom naar 4,03 miljard jaar verschoven. 
Er zijn verschillende voorstellen gedaan om het Hadeïcum onder te verdelen, maar geen van die verdelingen wordt algemeen gebruikt voor de Aarde of is door de ICS overgenomen.

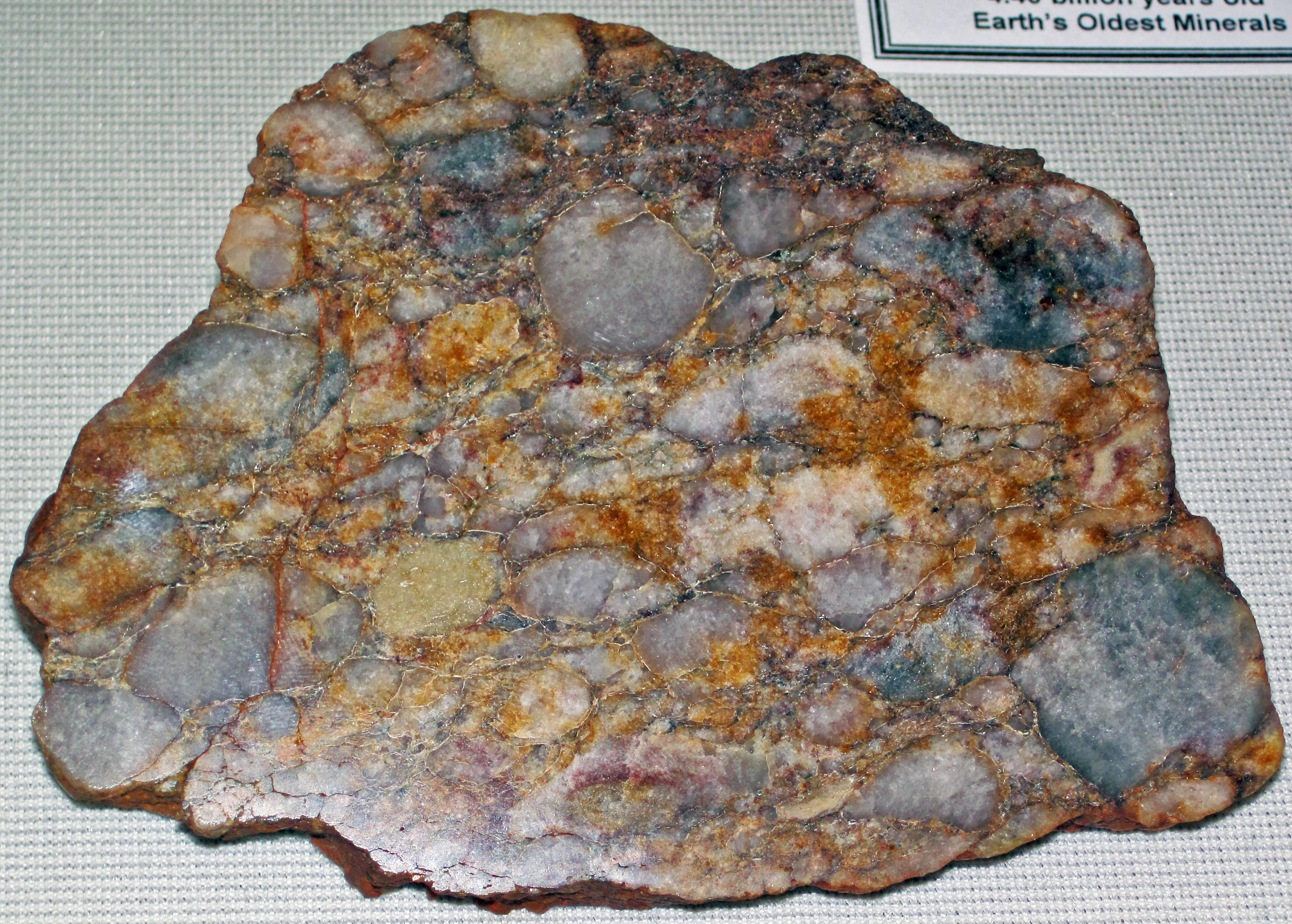
Een gepolijst stuk van de Jack Hills Quartzite uit het westen van Australië, een conglomeraat van kwartsietklasten met een ouderdom van ongeveer 3,04 miljard jaar. In het conglomeraat zijn ook microscopisch kleine zirkoonfragmenten verwerkt, waarvan enkele een hogere ouderdom dan 4,0 miljard jaar hebben. Dit zijn de oudst bekende op Aarde gevormde vaste materialen.

Hoewel er op Aarde geen gesteente gevonden is dat onomstotelijk ouder is dan 4,03 miljard jaar, zijn wel afzonderlijke kristallen bekend met een hogere ouderdom. Dit zijn in jonger gesteente verwerkte zirkonen. Zirkoon is een zeer goed tegen alteratie bestand mineraal. Omdat zirkoon bij allerlei chemische en fysische processen een gesloten systeem blijft, fungeert het als een soort tijdscapsule. Isotopenonderzoek van de inhoud van microscopisch kleine kristallen levert informatie over de ouderdom en omstandigheden waaronder ze vormden.
Op een aantal locaties in het Yilgarnkraton, in het zuidwesten van Australië, zijn zeer oude zirkonen gevonden. De betreffende kristallen zijn microscopisch klein en onderdeel van ongeveer 3 miljard jaar oude sedimentlagen. Met behulp van uranium-looddatering is van honderden van deze zirkonen de ouderdom bepaald. Een klein aantal bleek een ouderdom boven de 4 miljard jaar te hebben. De hoogste ouderdom komt van een zirkoon uit de Jack Hills, welke 4404 ± 8 miljoen jaar bedraagt.
Dat op Aarde geen gesteente bekend is uit het Hadeïcum, wil niet zeggen dat dit voor andere hemellichamen ook geldt. Het maanoppervlak is bijvoorbeeld gemiddeld veel ouder dan dat van de Aarde. Door astronomische waarnemingen van het maanoppervlak was het al lang mogelijk structuren als inslagkraters, bekkens en vulkanische vlakten op de Maan relatief te dateren. Dit leidde tot een geologische tijdschaal van de Maan. Het tijdsinterval dat voor de Aarde tot het Hadeïcum behoort valt voor de Maan samen met de periodes Vroeg Imbrien, Nectarium, Bekken Groepen en Crypticum. 
Sinds het Apolloprogramma in de jaren 1970 zijn ook monsters van maangesteente beschikbaar, zodat de tijdschaal voor de Maan sindsdien enkele absoluut gedateerde ankerpunten heeft.

## Vorming van het Zonnestelsel

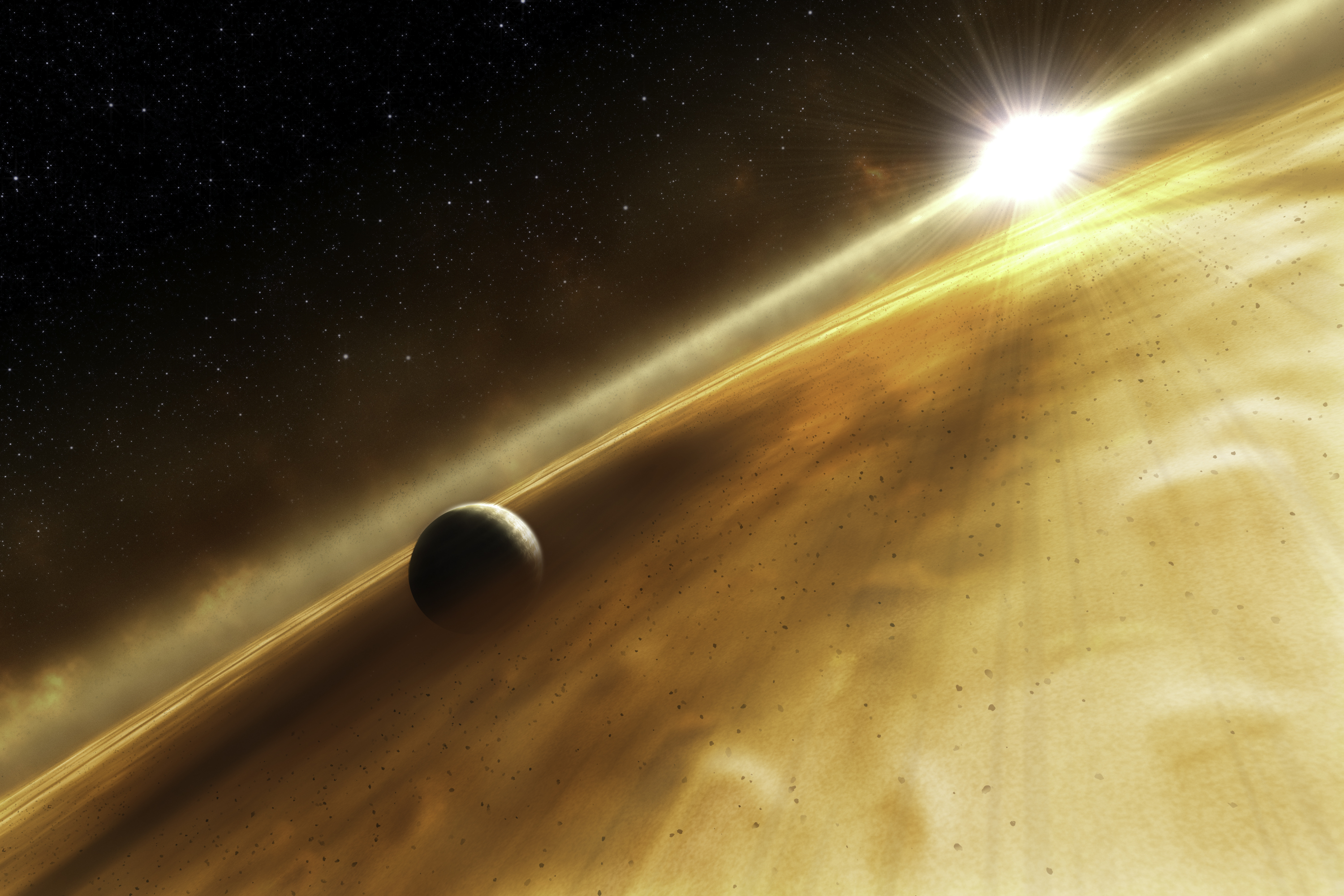
Artiestenimpressie van een protoplanetaire schijf met daarin een protoplaneet (voorgrond) en een jonge ster van het T Tauri-type (achtergrond).

### Accretie in een protoplanetaire schijf
Het ontstaan van planetenstelsels is geen uniek proces. Uit astrofysische waarnemingen en computermodellen is het algemene verloop van dit proces tot in details bekend. Zo weet men dat het Zonnestelsel, waar de Aarde deel van is, ontstond uit een plaatselijke verdichting in een moleculaire wolk, een groot gebied in de ruimte waar geen compleet vacuüm is maar zeer ijl gas en stof voorkomt. Het is goed mogelijk dat deze verdichting in de wolk ontstond door de schokgolf van een nabij gelegen supernova. Zodra de verdichting eenmaal begonnen was, zorgde de zwaartekracht ervoor dat ze versnelde. Door de samentrekking ontstond een protoplanetaire schijf, een ronddraaiende wolk van gas en stof. In deze nevel ontstonden door accretie steeds grotere objecten. Samenraapsels van stofdeeltjes groeiden uit tot planetesimalen ter grootte van planetoïden, waaruit de protoplaneten ontstonden. 
Door de wrijving steeg de temperatuur in het middelpunt van de nevel, waar de proto-Zon vormde, tot enkele duizenden graden. Dit bracht de ster in het T Tauristadium, dat een ster als de Zon gewoonlijk doorloopt in minder dan 50 miljoen jaar. Een dergelijke jonge ster is vergeleken met een hoofdreeksster minder compact, heeft een lagere oppervlaktetemperatuur, en een zeer sterke straling van geïoniseerde deeltjes de ruimte in (de zonnewind). De concentratie van massa en daarmee de druk liepen uiteindelijk zo ver op dat kernfusie kon beginnen en de Zon een hoofdreeksster werd. 
De sterke zonnewind blies overgebleven lichte stof- en gasdeeltjes weg uit het binnenste deel van de zonnenevel. Alleen objecten met een grotere massa bleven over. Het laatste stadium van accretie zag steeds grotere, gewelddadige botsingen tussen planetesimalen en protoplaneten. De Aarde vormde door de accretie van vele objecten ter grootte van de Maan of Mars. Tussen 10 tot 40 miljoen jaar na het begin van accretie had de planeet waarschijnlijk al 60% van haar huidige massa, maar om de huidige omvang te krijgen waren enkele honderden miljoenen jaren nodig.

### Ouderdom van het Zonnestelsel
Omdat het verdichten en de accretie in de protoplanetaire nevel een geleidelijk proces is, hebben de Zon, de planeten, of het Zonnestelsel geen enkele, precieze ouderdom. Men heeft hiervoor het moment gekozen waarop de temperatuur in de zonnenevel voldoende gedaald was om de eerste vaste stoffen te laten condenseren. Dit waren refractaire metalen met een zeer hoog smeltpunt, zoals aluminium en calcium. Samenklonteringen van deze twee metalen worden gevonden in meteorieten. Van bepaalde typen meteoriet vermoedt men dat ze overblijfselen zijn van de planetesimalen waaruit de Aarde accretiseerde.
Zulke aluminium- en calciumaggregaten in meteorieten zijn de oudst bekende vaste materialen in het Zonnestelsel. Ze zijn minder dan een millimeter tot een centimeter groot en vallen op door hun lichte kleur. Veel zijn aangetroffen in koolstof-chondrieten, maar ze komen ook in andere typen meteoriet voor. Datering van deze aggregaten met de lood-loodmethode en isochroondatering liet zien dat ze een ouderdom van ongeveer 4,567 miljard jaar hebben. Dit is een gewogen gemiddelde van alle dateringen van calcium-aluminiumaggregaten die een vergelijkbare hoge ouderdom opleverden. Lood-looddatering van de Allendemeteoriet, waarbij vier verschillende calcium-aluminiumaggregaten gebruikt werden om de isochroon op te stellen, gaf bijvoorbeeld een ouderdom van 4567,18 ± 0,50 miljoen jaar. De hoogst vastgestelde ouderdom is die van de in het noordwesten van Afrika gevonden meteoriet 2364 CV3: 4568,2 miljoen jaar.

Fases in het ontstaansproces van de Aarde. Eerst condenseerden stofdeeltjes in de protoplanetaire schijf. Deze voegden zich samen tot steeds grotere objecten. De kern van planetesimalen was heet genoeg om partieel te smelten. Daardoor kon differentiatie beginnen: siderofiele elementen (grijze pijlen) zonken naar beneden en vluchtige elementen (blauwe pijlen) bewogen naar het oppervlak. Zo kreeg de proto-Aarde een metallische kern en een atmosfeer.

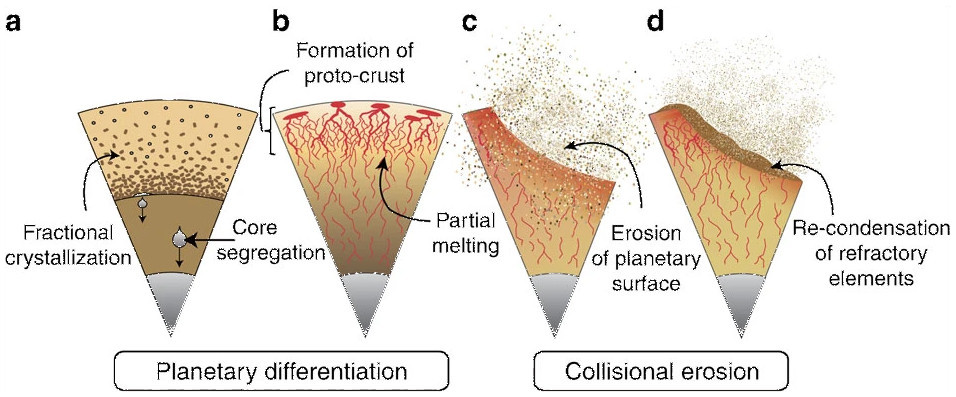
Gewelddadige botsingen en inslagen tijdens latere stadia van accretie kunnen de compositie van de Aarde ten opzichte van enstatiet-chondrieten verklaren. Door inslagen verliest de proto-planeet haar korst en bovenste mantel. Lichte lithofiele elementen gaan voorgoed verloren, terwijl zwaardere, refractaire lithofiele elementen snel condenseren en behouden blijven.

### Differentiatie van de kern
Tijdens accretie bereikten sommige objecten de grootte van planetesimalen. Binnenin deze objecten kwam warmte vrij door radioactief verval en door de energie die bij botsingen en inslagen vrijkwam. De temperatuur in het binnenste van een planetesimaal is voldoende om metalen als ijzer en nikkel te smelten. Omdat het relatief zwaar is, konden kleine druppeltjes gesmolten metaal vervolgens naar de kern percoleren. Zo raakten de silicaten gescheiden van zwaardere siderofiele metalen. Binnenin de planetesimaal ontstonden een in metalen verrijkte kern en een erin verarmde mantel van silicaten. Bij inslagen van ongedifferentieerde objecten werd het materiaal aan de mantel toegevoegd. Het nieuwe materiaal raakte verhit zodat ook hiervan de metaalfractie naar de kern percoleerde. Dit proces van planetaire differentiatie zorgde voor het ontstaan van een metallische kern in de proto-Aarde. Een ander gevolg was de lage hoeveelheid siderofiele elementen in de aardmantel en -korst ten opzichte van (ongedifferentieerde) chondrieten.
Tijdens de latere stadia van accretie, bij gewelddadige inslagen van steeds grotere objecten, zal zoveel energie vrijgekomen zijn dat de mantel geheel of voor een groot deel vloeibaar was. In dat geval ging de fractionering van ijzer en siderofiele elementen zeer snel. De tijdspanne waarin de kern vormde kan worden bepaald met behulp van hafnium-wolfraamdatering. Deze laat zien dat de kern al zeer snel na het begin van accretie vormde. Mogelijk was ze al binnen 10 miljoen jaar grotendeels van de mantel gescheiden en waarschijnlijk was de scheiding na 30 miljoen jaar compleet.

Overzicht van stadia bij de vorming van de Maan. De Maan vormde na de inslag van een planetesimaal ter grootte van Mars. Na de inslag werd de Aarde omringd door een schijf van puin, waaruit de Maan accretiseerde.

### Ontstaan van de Maan
De Maan is voor een natuurlijke satelliet relatief erg groot. Datering van de oudste maanstenen die door het Amerikaanse Apolloprogramma en Russische onbemande verkenners werden genomen geven ouderdommen rond de 4,45 miljard jaar. Het is dus aannemelijk dat de Maan tijdens dezelfde accretiefase ontstond als de Aarde. De beste schattingen geven aan dat de maankorst ongeveer 4,456 ± 0,040 miljard jaar geleden stolde. In tegenstelling tot de door platentektoniek continu herwerkte aardkorst is het maanoppervlak sindsdien relatief onveranderlijk gebleven. De lava in de grote bekkens is tussen ongeveer 3,8 en 3,2 miljard jaar geleden gestold. Het jongste maangesteente dat absoluut gedateerd werd zijn monsters die door de Chinese lander Chang'e 5 werden teruggebracht: deze bleken ongeveer 2,0 miljard jaar oud te zijn.
Als de Maan samen met de Aarde uit de protoplanetaire schijf ontstond, dus in haar baan of doordat de snel ronddraaiende proto-Aarde een deel van haar massa de ruimte inslingerde, is de grote hoek van de maanbaan met de aardbaan om de Zon slecht te verklaren. De Maan is waarschijnlijk ook geen elders gevormd object dat door de zwaartekracht van de Aarde werd ingevangen. De samenstelling van de Maan lijkt namelijk zeer sterk op die van de Aarde, met name de mantel en korst. Maanmonsters hebben bijvoorbeeld dezelfde verhouding in isotopen van zuurstof en chroom als de Aarde, maar verschillen van chondrieten en van Mars. Het enige grote verschil is dat de (metallische) kern van de Maan relatief klein is.
Al deze kenmerken van de Maan worden het beste verklaard met een grote inslag, een botsing van de proto-Aarde met een planetesimaal ter grootte van de planeet Mars. Als de planetesimaal de Aarde onder een hoek raakte, zal een gedeelte van de aardmantel de ruimte ingeworpen zijn. Het meeste materiaal landde direct weer terug op Aarde, maar een deel kan in een baan om de Aarde zijn geraakt als een schijf van puin, stof en gas. Door accretie ontstond uit dit materiaal de Maan. Om de relatief kleine kern van de Maan te verklaren moet deze grote inslag plaats hebben gevonden na de scheiding van de aardkern en mantel, oftewel na de eerste 30 miljoen jaar maar waarschijnlijk binnen 50 miljoen jaar. De modellen laten ook zien dat dergelijke grote inslagen niet zeldzaam waren: de Aarde is waarschijnlijk uit vele planetesimalen ter grootte van de Maan opgebouwd. Het bijzondere is dat met de laatste botsing met een object van deze grootte een natuurlijke satelliet gevormd werd.

Verandering van de warmtestroom uit de Aarde ten gevolge van radioactief verval in de loop van de afgelopen 4,5 miljard jaar. De belangrijkste radio-isotopen verantwoordelijk voor de generatie van hitte zijn apart aangegeven.

## Aardoppervlak

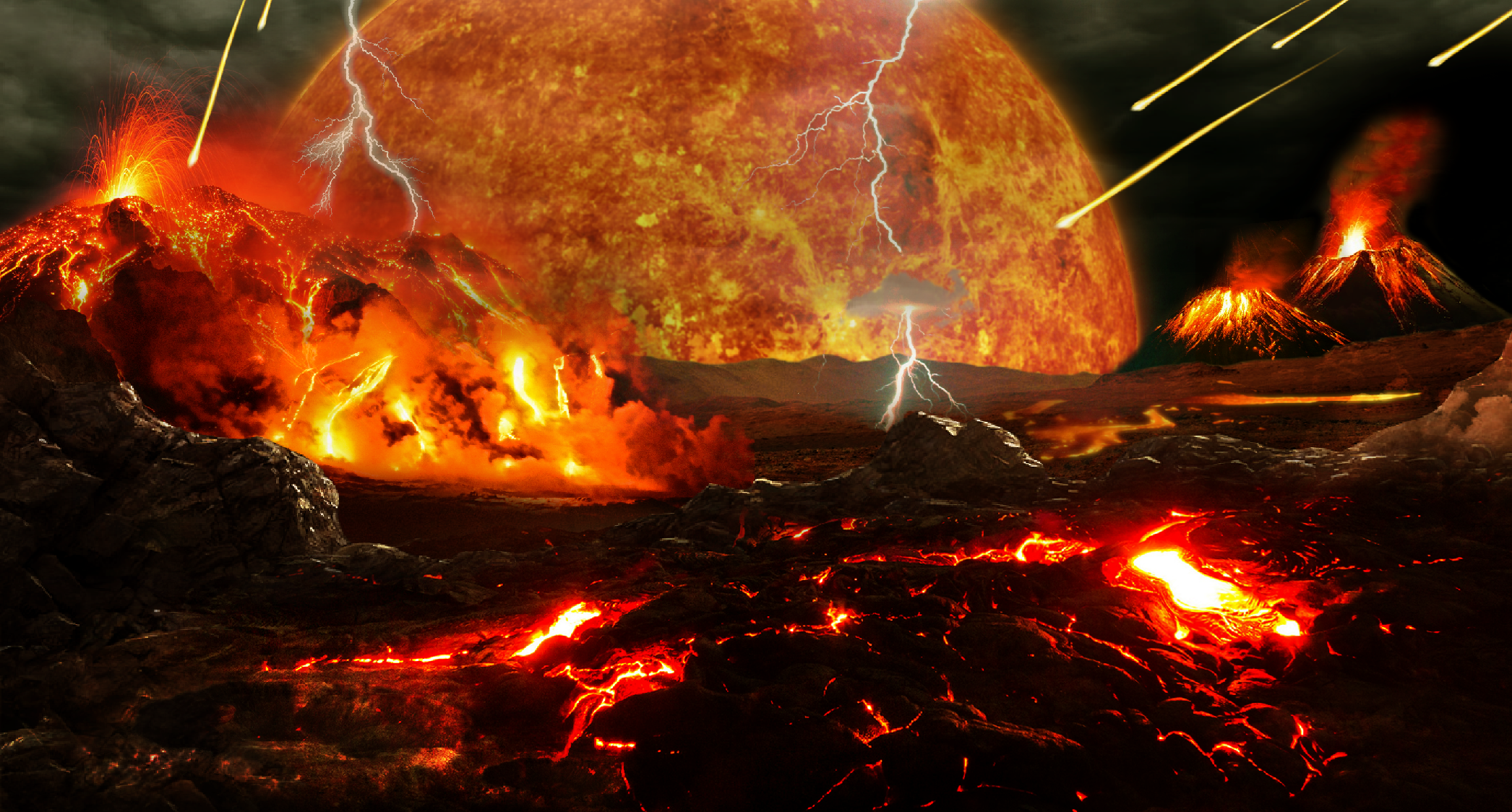
Artistieke impressie van het landschap gedurende het Hadeïcum.

Natuurkundige theorie wijst erop dat de Grote Inslag waarmee de Maan ontstond zoveel energie leverde dat zowel Aarde als Maan ten minste enkele duizenden jaren een grotendeels gesmolten mantel hadden. De kristallisatie van de aardmantel begon van onder: de bovenmantel bleef langer vloeibaar in de vorm van een magma-oceaan. Wanneer aan het oppervlak ook kristallisatie begon - zodat er een vaste korst ontstond - hangt af van verschillende factoren, onder andere de mate van convectie in de vloeibare bovenmantel en hoe dicht de atmosfeer was. Een dichte atmosfeer van zeer hete dampen kan een sterk isolerende werking hebben gehad en de magma langer vloeibaar hebben gehouden. Verder leverden meteorietinslagen extra energie. Afhankelijk van deze factoren, waar weinig zekerheid over bestaat, zal de magma-oceaan na enkele tientallen tot honderden miljoenen jaren zijn gestold.
De warmtestroom uit het binnenste van de Aarde was veel hoger, zodat een groter deel van de mantel gesmolten was, met een magma-oceaan aan het oppervlak. Waarschijnlijk vormde er door het stollen van magma al snel na het ontstaan van de planeet een korst, lang voor de vorming van de oudst bekende gesteenten. Wegens de grote warmtestroom was het aandeel magma in de mantel ook veel hoger, zodat het magma minder sterk gefractioneerd werd. De eerste korst moet daarom vrijwel uitsluitend mafisch of ultramafisch van samenstelling zijn geweest: basalten en komatiieten. Deze oudste korst is geheel verdwenen, waarschijnlijk door een combinatie van het bombardement van inslagen en het recyclen van de korst de mantel in.
Uit deze periode dateren tevens de oudst bekende detritische zirkonen, met een ouderdom van 4,4 Ga. Felsisch gesteente kon niet direct ontstaan door het partieel smelten van de mantel. De meer dan 4,3 miljard jaar oude zirkonen bewijzen dat er al heel vroeg ook felsische korst bestond, hoewel dit een zeer lokaal verschijnsel kan zijn geweest.

## Atmosfeer
De huidige atmosfeer ontstond na de Grote Inslag die de Maan vormde. Gasvormige vluchtige stoffen konden wegens de vloeibare magma-oceaan makkelijk in de aardmantel oplossen. Andersom zorgde de dikke atmosfeer ervoor dat de temperatuur hoog was, en het magma langer vloeibaar bleef.

### Herkomst van vluchtige stoffen
Vluchtige stoffen spelen op Aarde een belangrijke rol. Ze vormen de atmosfeer en hydrosfeer, zorgen voor een mild klimaat en maken leven mogelijk. De herkomst van de vluchtige stoffen op Aarde ligt grotendeels in verder naar buiten gelegen gebieden in de protoplanetaire nevel. In die gebieden was de temperatuur lager zodat vluchtige stoffen konden condenseren. Daardoor werden ze niet door de ioniserende straling van de zonnewind weg geblazen. 
Een mogelijke bron zijn kometen. Deze objecten bevinden zich veelal in de buitenste delen van het Zonnestelsel en zijn rijk aan H2O en CO2. Het benodigde aantal kometen om al het water op Aarde te vormen is echter veel groter dan volgens modellen in de zonnenevel aanwezig was. Bovendien is de verhouding van waterstofisotopen (deuterium vergeleken met "gewone" waterstof-1) in kometen veel hoger dan op Aarde, en zijn kometen relatief veel rijker in koolstof en stikstof vergeleken met de Aarde.
De samenstelling van koolstof-chondrieten komt veel beter overeen met de Aarde. Daarom worden deze objecten als belangrijkste bron voor de vluchtige stoffen op Aarde beschouwd. Met name komt de verhouding tussen deuterium en "gewoon" waterstof-1 (D/H) in koolstof-chondrieten goed overeen met die in de oceanen. Koolstof-chondrieten ontstonden waarschijnlijk in de zone waar tegenwoordig de planetoïdengordel ligt. Door de lagere temperatuur in die zone vormden er objecten die rijk waren in waterijs, eenvoudige organische verbindingen en andere vluchtige stoffen. De zwaartekracht van met name Jupiter duwde planetesimalen uit deze zone in sterk elliptische banen, sommige op ramkoers met de binnenplaneten. Modellen tonen dat dit met name tijdens de eerste paar honderd miljoen jaar regelmatig tot inslagen leidde, waardoor de Aarde werd verrijkt met vluchtige bestanddelen.

### Verlies van de primitieve atmosfeer
Het is aannemelijk dat de Aarde al vroeg tijdens het accretieproces een relatief dikke atmosfeer verwierf. Met hun aantrekkingskracht kunnen protoplaneten makkelijk vluchtige stoffen (stoffen met een laag kookpunt) uit de protoplanetaire schijf onttrekken en vasthouden. De hypothetische primitieve atmosfeer bestond vooral uit lichtere gassen, waarschijnlijk met name waterstof (H2), helium (He), koolstofdioxide (CO2) en waterstofsulfide (H2S). Methaan (CH4) en water (H2) kwamen waarschijnlijk minder voor omdat ze onder de felle uv-straling van de jonge Zon ontleden in waterstof.
Het is ook waarschijnlijk dat de planeet deze primitieve atmosfeer tijdens latere fases van accretie weer verloor. Bewijs voor dit verlies komt in de vorm van de abundantie van vluchtige elementen. De Aarde heeft ten opzichte van zowel de Zon als koolstof-chondrieten weinig vluchtige elementen. Met name is opvallend dat ze weinig zwaardere, inerte gassen heeft die nauwelijks in het binnenste van de Aarde voorkomen. Lichtere vluchtige stoffen zijn wel sterker verarmd dan zwaardere. Dit verschil kan het beste worden verklaard door het ontsnappen van gassen door inslagen tijdens de latere fases van accretie. Een uitzondering is het zware en zeldzame gas xenon, dat op Aarde juist sterker verarmd is dan in koolstof-chondrieten. Mogelijk komt dat doordat verlies van xenon ook na het Hadeïcum doorging. Xenon kan namelijk als enige edelgas door straling bovenin de atmosfeer geïoniseerd worden.
De vergelijking met koolstof-chondrieten is van belang omdat dit de belangrijkste bouwstenen van de Aarde waren bij accretie. Dat ze veel meer vluchtige stoffen bevatten maakt het aannemelijk dat de Aarde het merendeel van haar vluchtige stoffen op een bepaald moment verloren is. Onderzoek naar isotopen van xenon heeft zelfs uitgewezen dat de Aarde meer dan 99% van haar oorspronkelijke atmosfeer verloor.
Hoe de vluchtige stoffen verloren gingen is onbekend. Een mogelijke oorzaak zijn de woeste inslagen van de latere stadia van accretie. Uit modellen blijkt echter dat zelfs bij een botsing ter grootte van de inslag die de Maan vormde slechts ongeveer 30% van de atmosfeer verloren gaat. Een andere mogelijkheid is dat de sterke zonnewind tijdens het T Tauri-stadium de atmosfeer wegblies. Als dat klopt geeft het een idee van de snelheid van gebeurtenissen. De Aarde vormde al tijdens de eerste 10 tot 30 miljoen jaar een metallische kern. Daardoor kreeg de planeet een magnetisch veld dat haar tegen de geïoniseerde straling van de zonnewind beschermde. Een hypothetische primitieve atmosfeer moet dus vrij snel na het ontstaan van de planeet verloren zijn gegaan, mogelijk door een combinatie van de sterke jonge zonnewind en grote inslagen in de laatste fases van het accretieproces.

### Ontgassing van de aardmantel
De huidige atmosfeer vormde vermoedelijk na de vorming van de aardkern en de grote inslag waarmee de Maan ontstond. Direct na de inslag vormde zich rond de Aarde een zeer hete (boven de 2000°C) damp van silicaten en vluchtige stoffen. Gasvormige silicaten condenseerden op het aardoppervlak, maar werden door de frequente inslagen van meteorieten regelmatig nieuw aangemaakt. Het is onzeker hoelang de inslagen frequent genoeg bleven om een silica-atmosfeer in stand te houden. Mogelijk duurde het enkele miljoenen jaren voordat de temperatuur voldoende gedaald was om water te laten condenseren en neer regenen. Zo ontstonden de oceanen.
De atmosfeer ontstond door het "ontgassen" van de aardmantel, een proces dat ook tegenwoordig nog doorgaat. Ontgassen gebeurt op twee manieren. Ten eerste komen bij vulkanisme uit het binnenste van de Aarde gassen vrij. Ontgassen verloopt daarnaast ook door verwering, de scheikundige reactie van gas met vast gesteente. De isotopen van argon vormen belangrijk bewijs dat het ontgassen van de mantel de belangrijkste herkomst van de gassen in de atmosfeer is. De isotoop argon-40 vormt door radioactief verval, zodat de concentratie in de atmosfeer geleidelijk toeneemt ten opzichte van andere argonisotopen. Argon-40 is relatief sterk vertegenwoordigd in de atmosfeer ten opzichte van de mantel. Het verschil tussen de atmosfeer en mantel is zelfs gebruikt om te berekenen dat ongeveer 80 tot 85% van de atmosfeer ontstond door ontgassen van de mantel in de eerste paar miljoen jaar na de Grote Inslag.
Tijdens de Grote Inslag was het meeste ijzer al in de kern terechtgekomen, zodat de mantel relatief arm aan ijzer was. IJzer reageert met zuurstof uit de atmosfeer. Het is daarom aannemelijk dat na de Grote Inslag de nieuwe atmosfeer minder reductief was dan haar hypothetische voorganger. Dat wil niet zeggen dat zuurstofgas stabiel was, maar zuurstof kwam wel voor in water (H2O) en kooldioxide (CO2). Samen met stikstof (N2) vormden ze de belangrijkste gassen. In mindere mate waren waarschijnlijk ook waterdamp (H2O), waterstof, methaan, waterstofsulfide, koolmonoxide en mogelijk ammoniak (NH3) aanwezig.
De oceanen op Aarde remden de hoeveelheid CO2 in de atmosfeer, omdat dit gas in water oplost. De situatie was waarschijnlijk aanzienlijk anders op buurplaneet Venus, die zich dichter bij de Zon bevindt en daarom langzamer afkoelde. Zonder oceanen kon op Venus de hoeveelheid CO2 doorstijgen en het broeikaseffect zodanig versterken dat water er nooit condenseerde.